# Evangelische Pfarrkirche Kobersdorf

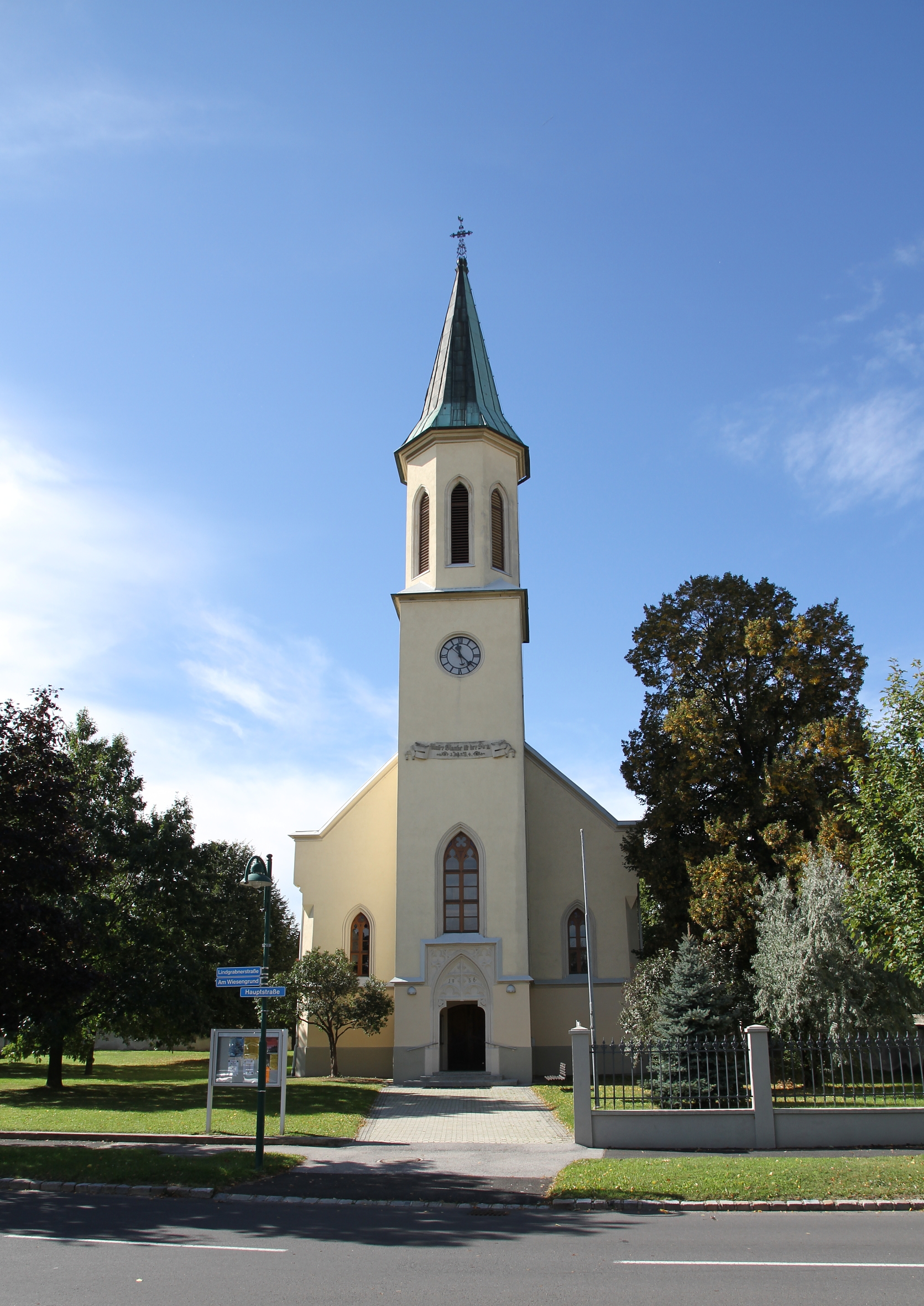
Evangelische Pfarrkirche Kobersdorf

Die evangelisch-lutherische Pfarrkirche Kobersdorf steht am Südende des Marktes in der Gemeinde Kobersdorf (kroatisch: „Kobrštof“, ungarisch: „Kabold“) im Bezirk Oberpullendorf im Burgenland. Sie gehört zur Superintendentur Burgenland.

## Geschichte
Laut Inschrift über dem Ostportal wurde die Kirche 1785 als Toleranzbethaus erbaut und 1856 umgebaut und erweitert. Im Zuge des Umbaues entstand auch der Ostturm. Eine Renovierung erfolgte in den Jahren 1953/54.

## Architektur und Ausstattung
Die Kirche ist ein einschiffiger, flach geschlossener Saalbau mit einem Ostturm. Dieser neogotische Turm ist im Obergeschoß achteckig und mit einem Spitzhelm bekrönt. Das Maßwerkportal ist neugotisch.
Die Flachdecke des Schiffs ruht auf Pilastern. Zwei Säulen tragen die gerade Empore.
Der Altar, entstanden um 1680, stammt aus dem ehemaligen Eremitenklosters Wandorf. Er wurde 1796 nach Auflösung dieses Ordens im Rahmen einer Versteigerung erworben und als Geschenk hierher übertragen. Der hohe schwarz-goldene Aufbau des Altars hat Knorpelwerkornamentik und gedrehte Säulen. Das Altarbild zeigt die Kreuzigung Jesu, gemalt von Stefan Dorfmaister aus Sopron im Jahr 1787. Das Aufsatzbild zeigt die Auferstehung. Seitlich sind Figuren von König David und von Moses zu sehen.
Die schwarz-goldene Kanzel entstand in der zweiten Hälfte des 18. Jahrhunderts. Die Figur auf dem Kanzeldeckel zeigt Jesus als guten Hirten.
Eine Glocke schuf Johann Mendel im Jahr 1833. Sie ist bis heute in Gebrauch und trägt die Inschrift „Alles mit Gott!“

1921 schaffte man eine zweite Bronze-Glocke an, die jedoch im Zweiten Weltkrieg abgegeben werden musste.

Im Jahre 1949 konnte wieder eine zweite Glocke, als Ersatz für die Eingeschmolzene, angeschafft werden. Diese trägt die Inschrift „Ehre sei Gott in der Höhe“ und wiegt 494 kg.  

1963 wurde schließlich eine dritte Glocke angeschafft, die das Geläut vervollständigte.
Diese (1.100 kg schwere Glocke) trägt die Inschrift „Des Herrn Wille geschehe - Danket dem Herren!“ Die Glocken erklingen in den Tönen e' – gis' – h'.
Die Kirche verfügt über zwei Orgeln. Die stillgelegte Orgel auf der Empore stammt aus 1870 und löste ein früheres Instrument aus 1793 ab. Die neue Orgel im Altarraum stammt aus dem Jahre 2001 und verfügt über 20 Register, verteilt auf zwei Manualen und Pedal.